# Eurhinodelphinidae
Los eurinodelfínidos (Eurhinodelphinidae) son una familia extinta de odontocetos que vivieron del Oligoceno hasta el Mioceno.  Los miembros de familia poseían una prolongación de la mandíbula superior con apariencia similar a un pez espada.

## Taxonomía
- Eurhinodelphinidae
  - Argyrocetus (sin. Doliodelphis)
  - Ceterhinops
  - Eurhinodelphis
  - Iniopsis
  - Macrodelphinus
  - Mycteriacetus

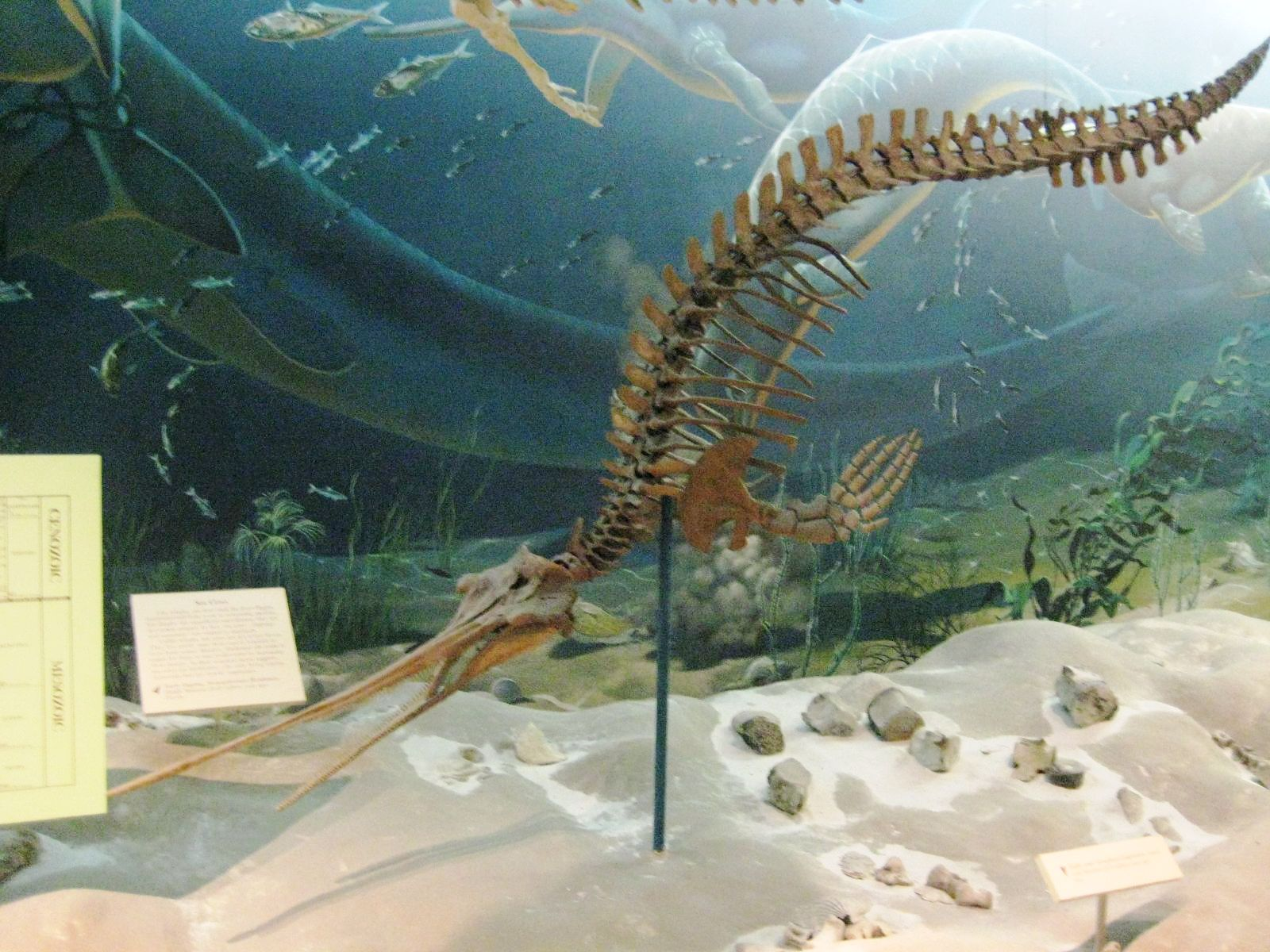
Esqueleto de Xiphiacetus sp.

  - Schizodelphis (sin. Platyrhynchus, Cyrtodelphis, Schizodelphis pseudodelphis)
  - Squaloziphius
  - Vanbreenia
  - Xiphiacetus
  - Ziphiodelphis